# Fight Night: Round 3
Fight Night: Round 3 es un videojuego de boxeo desarrollado por EA Sports. Es la secuela de Fight Night: Round 2, el cual fue lanzado en 2005. Round 3 fue lanzado el 22 de septiembre de 2006 para PlayStation 3, Xbox, Xbox 360, PSP y PlayStation 2. La portada del juego fue hecha por Arturo Gatti y Micky Ward, excepto en las versiones de Xbox 360, PSP y Playstation 3 en la que es una foto de Óscar de la Hoya en la portada.

## Acerca del juego
Fight Night: Round 3 es el tercer título de la serie de box Fight Night de EA Sports. Ofrece mejoras en los gráficos y en el modo de juego.

Durante el juego se pueden observar marcas de patrocinadores como Burger King y Dodge, así como también marcas atléticas como Under Armor y Everlast. El Rey de Burger King puede ser usado como entrenador el cual te da un boost especial en el entrenamiento.

## Boxeadores en el juego

### Peso pluma
- Manny Pacquiao
- Erik Morales
- Marco A. Barrera
- Diego Corrales

### Peso ligero
- Diego Corrales
- Vicente Escobedo
- Roberto Duran
- Jesús Chávez
- Arturo Gatti
- Erik Morales
- Juan Lazcano
- Marco A. Barrera

### Peso wélter
- Roberto Duran
- Ricky Hatton
- Ray Robinson
- Jake LaMotta
- Arturo Gatti
- Sugar Ray Leonard
- Micky Ward
- Oscar De La Hoya

### Peso mediano
- Bernard Hopkins
- Sugar Ray Leonard
- Jake LaMotta
- Ray Robinson
- Winky Wright
- Oscar De La Hoya
- Roberto Duran
- Roy Jones Jr
- Marvin Hagler

### Peso mediopesado
- Evander Holyfield
- Roy Jones Jr
- Jeff Lacy
- James Toney
- Rey Mo

### Peso pesado
- Muhammad Ali
- Joe Frazier
- Roy Jones Jr
- James Toney
- Calvin Brock
- Floyd Patterson
- Big E
- Goliat

## Arenas del juego
El juego posee 6 arenas. Estas son:
- Madison Square Garden
- Staples Center
- State Palace Theatre
- Aragon Ballroom
- Windy City Boxing Gym
- The Warehouse

## Banda sonora
La canción del video de introducción fue interpretada por Sean Biggs con Akon y Topicy su nombre es "Never gonna get it".
La banda sonora del juego está conformada por las siguientes 12 canciones de Hip Hop :
"Back Again" - Dilated Peoples

"Crook Dancin" - Slic One

"Don't Stop" - Roc 'C'

"Itz Nothin" - Young Roscoe

"Knock Em Down" - L.T.D. A.

"Never Gonna Get It" - Sean Biggs feat. Akon & Topic

"Night Night" - Consequence

"Round One" - Kray Twinz feat. D&G

"The Arrival" - Atmosphere

"The Best Out" - Dipset

"Uh-Oh" - Brasco

"Wanna Know" - Obie Trice

"Candy Shop" - 50 Cent